# Historia Islandii
Historia Islandii – dzieje wyspy, narodu i państwa islandzkiego od średniowiecza do późnej nowoczesności. Najwcześniejsze informacje o zasiedleniu wyspy pochodzą z VIII w., kiedy to działały tu iroszkockie eremy. W 870–930 kraj został zasiedlony przez Normanów i Celtów. Początkowo (930–1262) samodzielne państwo o ustroju demokracji wiecowej. W 1000 Islandia przyjęła chrześcijaństwo. W XI w. Islandczycy jako pierwsi Europejczycy kolonizowali Amerykę. W 1262 państwo islandzkie znalazło się pod zwierzchnictwem Norwegii, następnie w 1397 – Danii, po czym zostało do niej włączone w 1662. W 1918–1944 pozostawało z nią w unii personalnej jako niepodległe królestwo. Od 1994 republikańska Islandia znajduje się w strukturach europejskich.

## Średniowiecze

### Osadnictwo
Pierwszymi ludźmi, którzy zamieszkiwali Islandię byli irlandzcy mnisi, którzy osiedlili się tam najprawdopodobniej w VIII w. Nie istnieją jednak żadne archeologiczne dowody irlandzkiego osadnictwa. Dysponujemy jedynie wzmiankami ze starych ksiąg, mówiącymi o obecności Irlandczyków na wyspie. Przypuszcza się, że mnisi opuścili Islandię na krótko przed przybyciem Normanów, którzy stopniowo skolonizowali wyspę w latach 870–930. Islandia była przez to ostatnim zasiedlonym krajem europejskim.

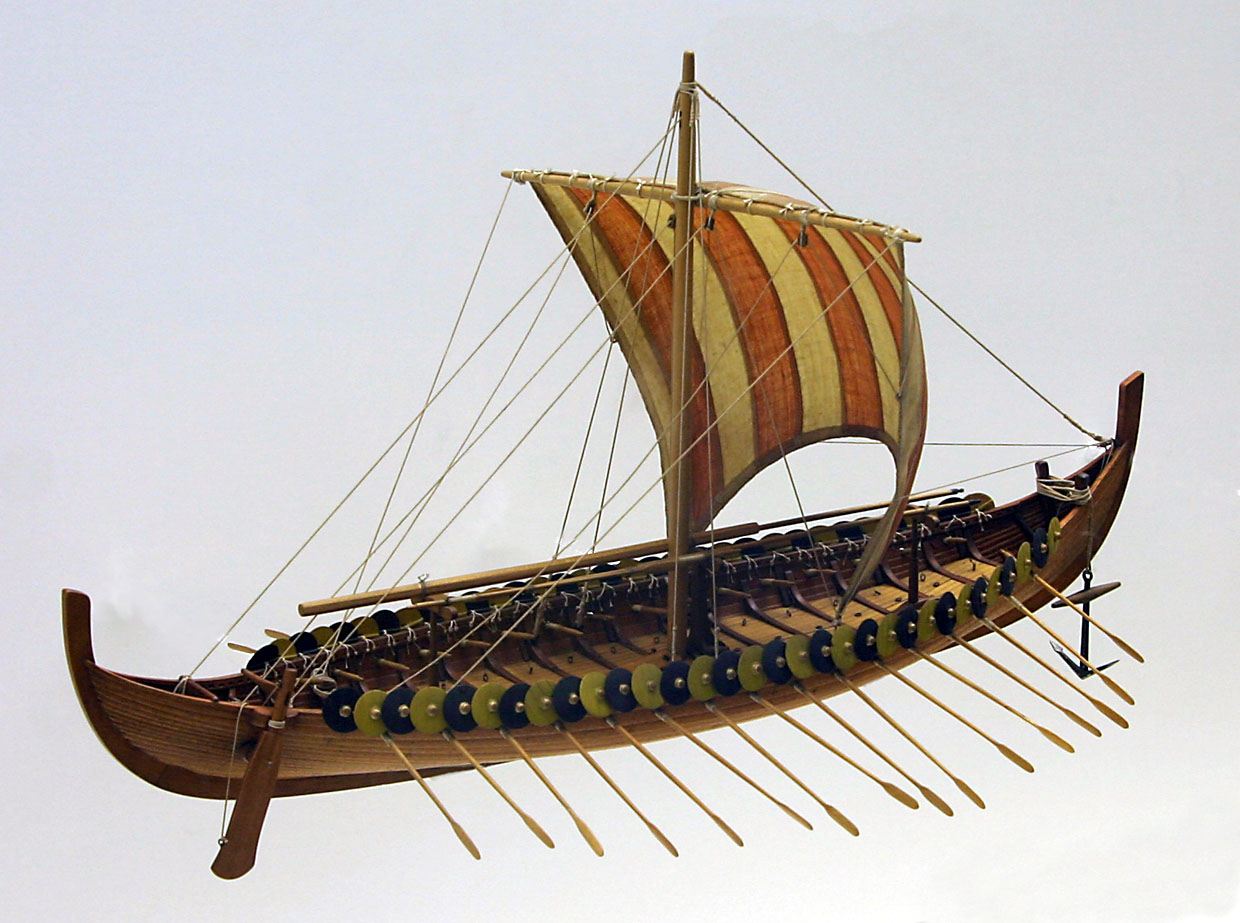
Model łodzi wikingów

Głównym źródłem informacji na temat zasiedlania Islandii jest Landnámabók (Księga Osadnictwa), napisana w XII w., która daje nam szczegółowy opis pierwszych osadników. Zgodnie z tą księgą skandynawscy żeglarze odkryli wyspę przez przypadek. Wkrótce potem odbyto jeszcze kilka wypraw badawczych, po czym rozpoczęła się kolonizacja. Ingólfur Arnarson jest uznawany za pierwszego osadnika. Był on wodzem z Norwegii, który przybył na Islandię wraz z rodziną i podwładnymi w 874. Swoją farmę zbudował w miejscu, gdzie obecnie znajduje się Reykjavík. W ciągu następnych 60 lat wikingowie ze Skandynawii, a także z normańskich kolonii na Wyspach Brytyjskich – Irlandii i Szkocji, osiedlili się w Islandii. Wśród pierwszych mieszkańców znaleźli się również Celtowie. Kolonizacja Islandii może być rozpatrywana w kontekście ogólnej ekspansji wikingów w tym okresie, związanej z przeludnieniem Skandynawii i brakiem ziemi pod uprawę.
Istnieje również teoria mówiąca, że udział w kolonizacji Islandii mieli Słowianie. Według niej Gardarowi Svafarssonowi, który zimował na Islandii jeszcze przed osiedleniem się tam Arnarsona, towarzyszył człowiek o imieniu Natfarri oraz para niewolników. W drodze powrotnej z Islandii łódź wioząca tę trójkę miała się odłączyć od głównego okrętu i pozostać u wybrzeży wyspy, gdzie rozbitkowie zbudowali dom. Przypuszcza się, że Natfarri był słowiańskiego pochodzenia. Potwierdzeniem tej hipotezy są czworokątne półziemianki typu słowiańskiego, odnajdywane na Islandii.

### Utworzenie Althingu

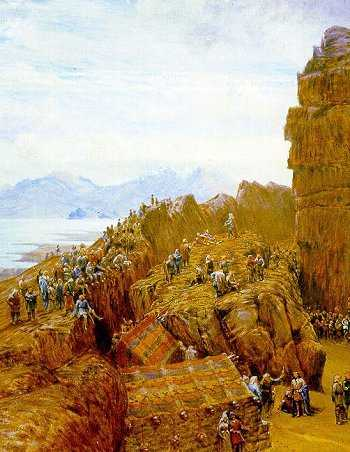
Sesja Althingu

W 930, pod koniec okresu osadnictwa, odbył się pierwszy Althing – zgromadzenie wolnych mieszkańców Islandii, mające kompetencje ustawodawcze i sądownicze. Obrady Althingu odbywały się raz na rok w lecie na równinie Thingvellir, w celu przyjęcia nowych praw i wykonania wyroków. Na obrady Althingu przybywały tłumy rolników z rodzinami, kupców, rzemieślników, wędrowców. Było to najważniejsze wydarzenie społeczne na wyspie w ciągu roku.

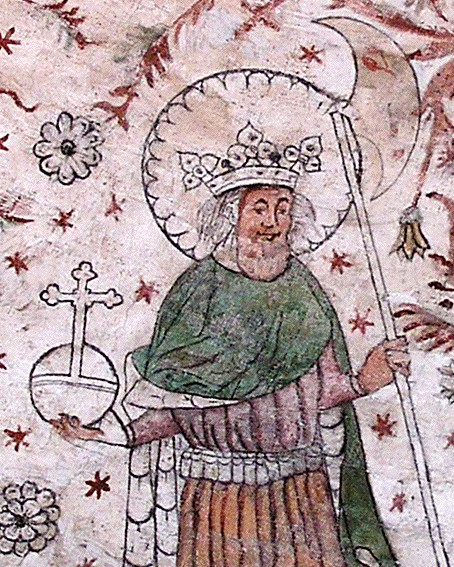
Olaf II Święty

W średniowiecznej Islandii istniały także cztery sądy lokalne oraz system zgromadzeń regionalnych, którym przewodzili wodzowie. Na najniższym szczeblu władzy znajdowały się hreppar, gdzie farmerzy spotykali się, aby rozwiązać problemy społeczności lokalnej. Utworzenie Althingu dało początek islandzkiej wspólnocie, aczkolwiek nie posiadał on władzy wykonawczej. W 1022 Islandia zawarła pierwszy traktat z obcym państwem – porozumienie z królem Norwegii Olafem Haraldssonem (św. Olaf), dotyczące praw Islandczyków w Norwegii i Norwegów w Islandii.

### Chrystianizacja
Chrześcijaństwo zostało pokojowo przyjęte w Islandii decyzją Althingu w 1000. Głównym powodem nawrócenia był nacisk króla Norwegii. Pierwsze biskupstwo zostało założone w Skálholcie w południowej Islandii w 1056 przez Ísleifura Gissurarsona. Jego syn i następca – Gissurr Ísleifsson, utworzył kolejne biskupstwo w Hólarze w północnej Islandii w 1106. Pierwszy klasztor w Islandii ufundowano w Thingeyri w 1133, a później zbudowano następne. Oba biskupstwa wraz z klasztorami stały się ośrodkami naukowymi wyspy.

### Odkrycie Grenlandii i Ameryki
Grenlandia została odkryta i skolonizowana przez Islandczyków pod przywództwem Eryka Rudego w 981 (zobacz też: Historia Grenlandii), a ok. 1000 Islandczycy stali się pierwszymi Europejczykami, którzy postawili stopę na kontynencie amerykańskim (wyprawą dowodził Leif Eriksson). Na początku XI w. postanowili oni osiedlić się w miejscu, które nazwali Vinland, gdzieś na południe od swoich baz w północnej Nowej Fundlandii. Ich próba kolonizacji Nowego Świata jednak się nie powiodła.

### Okres sag
XIII w. został nazwany złotą epoką pisania sag. Sagi są klasyką literatury średniowiecznej pisanej po islandzku, w archaicznym języku, niewiele różniącym się od staronordyjskiej mowy wikingów. Czołowym pisarzem średniowiecznej Islandii był Snorri Sturluson (1178–1241) – wódz i historyk. Jest on autorem dzieła Heimskringla, historii królów Norwegii oraz Eddy młodszej, traktatu na temat poezji i mitologii nordyckiej.
Także w tym okresie powstały takie dzieła jak Saga o Egilu, Saga rodu z Laxdalu, Saga o Gunlaugu Wężowym Języku, opowiadające o historii rodów islandzkich przed i tuż po przyjęciu chrześcijaństwa. Ich autorstwo jest przez część badaczy przypisywana Snorri Sturlusonowi.

### Wojna domowa
Okres 1220–1262 jest nazywany epoką Sturlungów. Był to okres wojny domowej między rodami, która doprowadziła do poddania Islandii władzy króla Norwegii w 1262. Nowy królewski kodeks prawa – Jonsbok, został przyjęty przez Althing, który zachował swą władzę ustawodawczą, w 1281. Kiedy Norwegia, Szwecja i Dania zawarły unię kalmarską w 1397, Islandia dostała się pod władzę korony duńskiej, lecz zachowała swój ustrój i samorządność.

## Wczesna nowożytność

### Angielskie stulecie
XV w. jest nazywany w Islandii angielskim stuleciem, ponieważ był to okres bliskich kontaktów między Islandią i Anglią. Anglicy regularnie żeglowali do Islandii w celach handlowych lub na połów ryb. Czarna śmierć spustoszyła wyspę w latach 1402–1404. Drukarstwo zostało wprowadzone w Islandii przez Jona Arasona, biskupa Holaru, w latach 30. XVI w., a w 1540 przetłumaczono Nowy Testament na język islandzki. Całą Biblię przełożył na islandzki Guðbrandur Þorláksson, biskup Holaru, w 1584.

### Reformacja

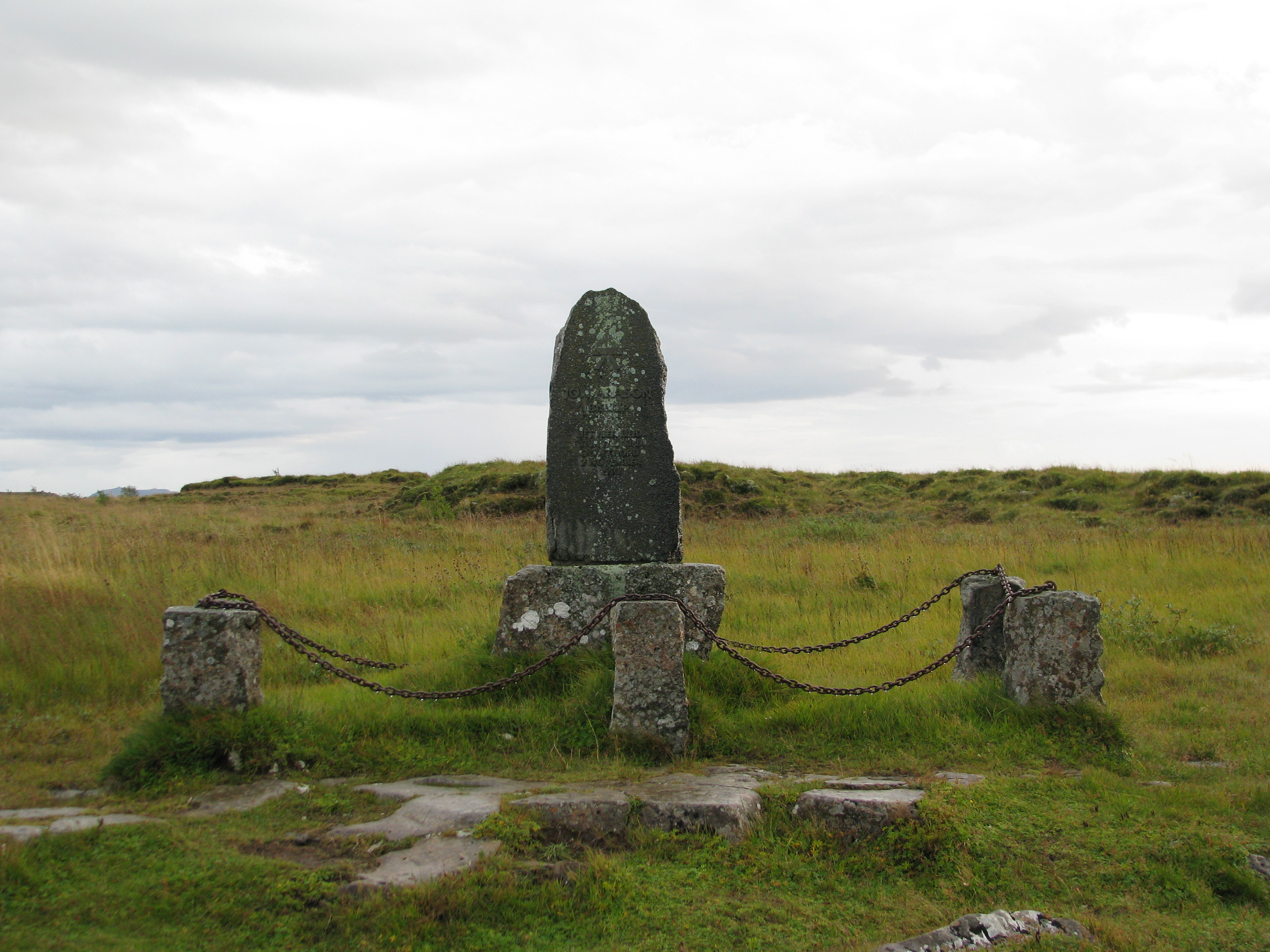
Monument upamiętniający miejsce ścięcia biskupa Jóna Arasona

Król Danii przeprowadził reformację kościoła w 1550 po silnych sprzeciwach katolików. Luteranizm został religią państwową z królem Danii jako głową Kościoła. Olbrzymie bogactwa Kościoła Katolickiego zostały skonfiskowane, a ostatni katolicki biskup, zarazem islandzki bohater narodowy, Jón Arason, ścięty. Te wydarzenia wzmocniły władzę monarchii duńskiej w Islandii. W 1602 Duńczycy zastąpili Hanzę i handel angielski uciskającym duńskim monopolem handlowym. W 1662 wprowadzono monarchię absolutną, a królowie Danii stali się dziedzicznymi władcami Islandii. Władza ustawodawcza Althingu została bardzo ograniczona. Przeniesienie całej władzy do Kopenhagi oraz monopol handlowy, odbiły się tragicznie na islandzkiej gospodarce. Później pojawiły się problemy w zaopatrzeniu w żywność w wyniku ochłodzenia klimatu w XVI i XVII w.

### Monopol handlowy i katastrofy naturalne
Duński monopol handlowy, ustanowiony w 1602, został na Islandii wymuszony. Zmierzał on do wzmocnienia pozycji duńskiej klasy kupieckiej i duńskiego handlu. Monopol handlowy spowodował chaos gospodarczy.
XVIII w. był najtragiczniejszym okresem w historii Islandii z powodu licznych klęsk głodu i katastrof naturalnych. Trzy razy doszło do gwałtownego zmniejszenia się populacji w wyniku epidemii i braku żywności. Althing został zlikwidowany pod koniec XVIII w., a stare biskupstwa w Skalholt i Holar zniesiono, powołując jednego biskupa, rezydującego w Reykjaviku. Jako konsekwencja ciężkiego położenia ludności, monopol handlowy został zniesiony w 1787, jednak handel był wciąż limitowany przez Danię. W tym samym roku Rejkiawik został stolicą Islandii (liczył wówczas 200 mieszkańców).

## Droga ku ponownej niezależności

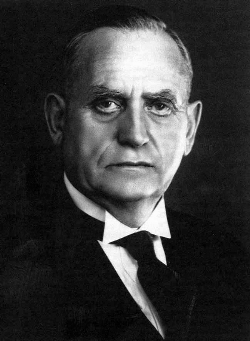
Sveinn Björnsson regent oraz pierwszy prezydent Islandii

Wiek XIX to czas odrodzenia narodowego w Islandii. Za ojca odrodzenia uważa się Jóna Sigurðssona, przywódcę ruchu narodowego, walczącego o wyzwolenie Islandii spod politycznej i gospodarczej dominacji Danii. W 1845 wznowiono obrady Althingu jako organu doradczego. Handel zagraniczny został całkowicie zliberalizowany w 1855. W 1874, kiedy Islandia świętowała milenijną rocznicę przybycia pierwszych osadników, wyspa otrzymała własną konstytucję i kontrolę nad gospodarką. W 1904 ustanowiono autonomię, minister spraw islandzkich rozpoczął rezydowanie w Rejkiawiku, musiał posługiwać się językiem islandzkim i był odpowiedzialny przed Althingiem. 17 czerwca 1911 powstał Uniwersytet Islandzki w Rejkiawiku. W 1913 wprowadzono odrębną islandzką flagę handlową.

### Królestwo i Republika

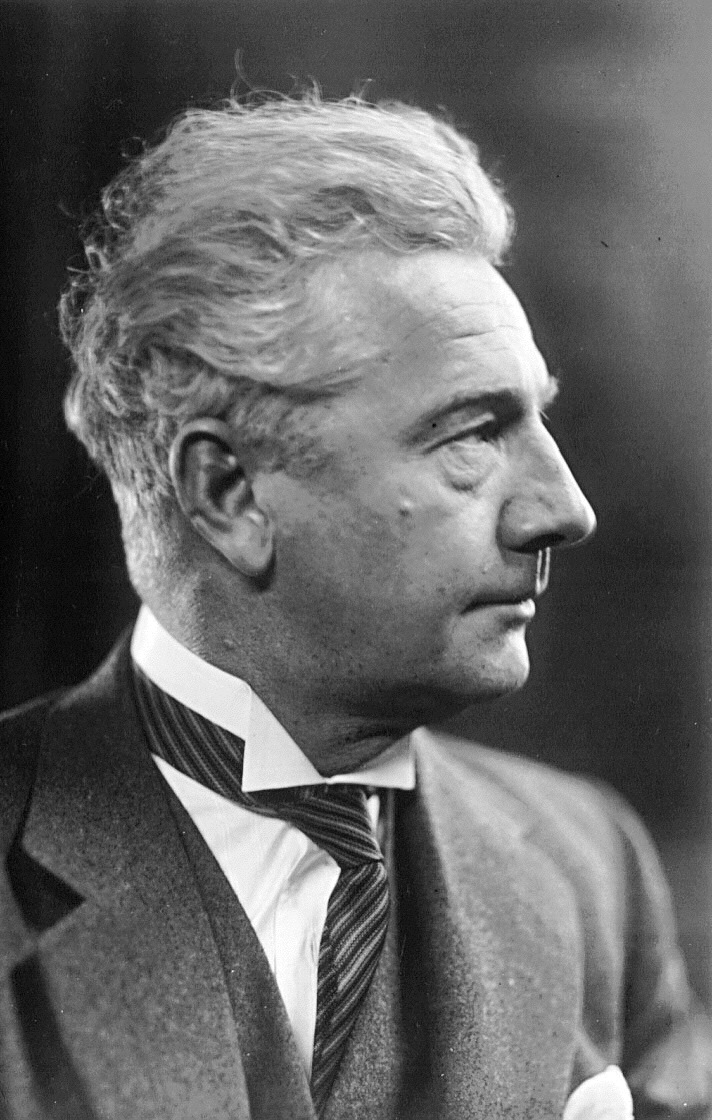
Ólafur Thors sześciokrotny premier Islandii w okresach między 1942-63

Islandia stała się ostatecznie niepodległym państwem w 1918, królestwem połączonym unią personalną z Danią. Zgodnie ze specjalną umową Dania kierowała islandzkimi sprawami zagranicznymi oraz obroną wybrzeża, a od 1920, na mocy nowej konstytucji, utrwalona została odrębność islandzkiego parlamentu i rządu.
Ten układ zakończył się 10 kwietnia 1940, po zajęciu Danii przez hitlerowskie Niemcy. 10 maja 1940 Islandię obsadzili żołnierze brytyjscy. W maju 1944 na wniosek Althingu przeprowadzone zostało referendum mające rozstrzygnąć o przyszłości i ustroju politycznym Islandii. 97% uprawnionych do głosowania opowiedziała się w nim za zerwaniem unii personalnej z Danią oraz wprowadzeniem republikańskiej formy państwa (frekwencja wyniosła 98,6%). 17 czerwca 1944 Althing formalnie proklamował w Thingvellir powstanie Republiki Islandii.
W czasie II wojny światowej Islandia była początkowo państwem neutralnym. W 1940 zajęli ją brytyjscy żołnierze, a 8 lipca 1941 zastąpili ich Amerykanie. Wydarzenie to nastąpiło pięć miesięcy przed formalnym przystąpieniem USA do II wojny światowej po ataku na Pearl Harbor. W czasie wojny zatopiono wiele islandzkich statków, a wielu Islandczyków zginęło. Amerykańscy żołnierze przebywali w Islandii przez całą wojnę.

## Czasy współczesne
W 1946 Islandię przyjęto do ONZ, a w 1948 stała się członkiem założycielem OEEC (późniejsze OECD). Islandia została członkiem założycielem NATO w 1949. Dwa lata później Islandia zawarła dwustronny traktat obronny z USA, zgodnie z którym amerykańscy żołnierze wrócili do Islandii i przebywają w bazie morskiej w Keflavik.
Islandia powiększyła swoją strefę morską z 3 do 4 mil w 1952 i do 12 mil w 1958, co doprowadziło do pierwszej wojny dorszowej z Wielką Brytanią. Kolejne dwie wojny dorszowe miały miejsce, gdy Islandia powiększyła swoją strefę morską w 1972 do 50 mil i w 1975 do 200 mil.
W 1970 przyłączyła się do GATT, a w 1975 do EFTA. Islandia była członkiem założycielem Europejskiego Obszaru Gospodarczego (EEA), który powstał w 1994, zrzeszającego kraje EFTA (poza Szwajcarią) i Unii Europejskiej.
W latach 2010–2015 Islandia prowadziła negocjacje w sprawie przystąpienia do Unii Europejskiej.

### Reformy gospodarcze
W 1991 Partia Niepodległości, prowadzona przez Davíða Oddssona, utworzyła rząd koalicyjny z socjaldemokratami z Sojuszu. Rząd ten wprowadził politykę liberalizacji rynku prywatyzując wiele przedsiębiorstw państwowych. W 1994 Islandia stała się członkiem Europejskiego Obszaru Gospodarczego. Kraj osiągnął stabilność gospodarczą i zahamował wzrost inflacji.
Po kolejnych wyborach parlamentarnych w 1995 Partia Niepodległości utworzyła rząd koalicyjny z Partią Postępu. Kontynuując politykę wolnorynkową sprywatyzowano dwa komercyjne banki i państwowego operatora telekomunikacyjnego Síminn. Opodatkowanie dochodów zostało obniżone do 18% (z około 50% na początku dekady), podatek od spadków został znacznie zredukowany, a podatek od majątku netto zniesiony. System indywidualnych zbywalnych kwot w islandzkim rybołówstwie, wprowadzony po raz pierwszy pod koniec lat 70. XX w., był dalej rozwijany. Po chwilowej recesji na początku lat 90. wzrost gospodarczy był znaczny, o ok. 4% rocznie średnio od 1994.
Rząd koalicyjny pozostał u władzy po wyborach w 1999 i 2003. W 2004, po 13 latach w rządzie, Davíð Oddsson ustąpił ze stanowiska premiera. Jego następcą został lider Partii Postępu Halldór Ásgrímsson, a następnie, w 2006, Geir Haarde z Partii Niepodległości. Wybory w 2007 zmieniły układ sił w Althingu, skutkiem czego zawiązano koalicję Partii Niepodległości i Sojuszu. Na czele nowego rządu ponownie stanął Geir Haarde.
W latach 1990–2000 Islandia prowadziła politykę popierania polityki zagranicznej USA, wsparcia NATO podczas wojny w Kosowie i jako kraj popierający koalicję podczas inwazji na Irak w 2003. W marcu 2006 r. Stany Zjednoczone ogłosiły, że zamierzają wycofać większą część sił patrolujących islandzką przestrzeń powietrzną. 12 sierpnia 2006 cztery ostatnie F-15 zniknęły z islandzkiej przestrzeni powietrznej. We wrześniu 2006 roku Stany Zjednoczone zamknęły także bazę w Keflavíku.
W październiku 2008 załamał się islandzki system bankowy. Powszechne protesty na przełomie 2008/2009 spowodowały dymisję rządu Geira Haarde. Został on zastąpiony 1 lutego 2009 przejściowym rządem koalicyjnym Sojuszu i Zielonych, którego premierem została socjaldemokratka Jóhanna Sigurðardóttir. W wyniku przedterminowych wyborów parlamentarnych w kwietniu 2009 rząd koalicyjny pod przewodnictwem Jóhanny Sigurðardóttir utrzymał władzę.